# Philippe Douste-Blazy
Philippe Douste-Blazy (ur. 1 stycznia 1953 w Tuluzie) – francuski kardiolog i polityk, były minister w kilku rządach, były parlamentarzysta, eurodeputowany i mer francuskich miast.

## Życiorys
Studiował medycynę w Tuluzie, gdzie w 1976 rozpoczął swoją pierwszą pracę jako kardiolog. W 1988 został profesorem medycyny Uniwersytetu w Tuluzie.
W 1989 został wybrany merem Lourdes, urząd ten sprawował nieprzerwanie do 2000. Również w 1989 został posłem do Parlamentu Europejskiego, w którym zasiadał przez cztery lata. Był członkiem frakcji Europejskiej Partii Ludowej (Chrześcijańskich Demokratów), pracował m.in. w Komisji ds. Środowiska Naturalnego, Zdrowia Publicznego i Ochrony Konsumentów.
W wyborach parlamentarnych w 1993, 1997 i 2002 uzyskiwał mandat deputowanego francuskiego Zgromadzenia Narodowego.
W 1993 został mianowany ministrem delegowanym w resorcie zdrowia w rządzie Édouarda Balladura. W 1994 został wybrany do rady generalnej departamentu Pireneje Wysokie. Pod koniec tego samego roku objął stanowisko sekretarza generalnego partii Centrum Demokratyczne i Społeczne (Centre des démocrates sociaux), wchodzącej w skład Unii na rzecz Demokracji Francuskiej.
Na początku 1995, po zwycięstwie Jacques’a Chiraca w wyborach prezydenckich, został rzecznikiem prasowym rządu. W maju tego samego roku mianowano go ministrem kultury, pełnił tę funkcję do czerwca 1997. W 1995 wybrano go też sekretarzem generalnym Siły Demokratycznej (Force démocrate), powstałej z połączenia m.in. CDS.
Po odejściu z rządu został przewodniczącym klubu parlamentarnego Unii na rzecz Demokracji Francuskiej w Zgromadzeniu Narodowym. Od 2001 do 2004 był burmistrzem Tuluzy. W trakcie wyborów prezydenckich w 2002 poparł ubiegającego się o reelekcję Jacques’a Chiraca, mimo wystartowania także lidera UDF François Bayrou. Wraz ze swoimi zwolennikami opuścił wkrótce centrystów, stając się jednym z założycieli Unii na rzecz Większości Prezydenckiej, przekształconej wkrótce w Unię na rzecz Ruchu Ludowego.
W marcu 2004 zrezygnował ze stanowiska mera, obejmując tekę ministra zdrowia i opieki społecznej w rządzie, którym kierował Jean-Pierre Raffarin. 6 czerwca 2005 otrzymał urząd ministra spraw zagranicznych w gabinecie Dominique’a de Villepina, który sprawował do 15 maja 2007.
W tym samym roku zaangażował się w kampanię prezydencką Nicolasa Sarkozy’ego, sam jednak nie ubiegał się o reelekcję w wyborach parlamentarnych. Na początku 2008 został przez sekretarza generalnego ONZ mianowany specjalnym doradcą ds. finansów i rozwoju w randze zastępcy sekretarza generalnego.